# Berlingske Media
Berlingske Media (tidigare Det Berlingske Officin) är ett danskt medieföretag som äger ett stort antal danska tidningar, lokalradiostationer och webbplatser. Företaget ägs, sedan 2015 Holländska koncernen De Persgroep.. Bland de tidningar som företaget äger finns Berlingske, B.T., Weekendavisen och Euroinvestor en marknadstidning. De tidigare gratistidningen Urban och Dato är nedlagda 2012 respektive 2007.

## Berlingske historia kortfattat
1733 öppnar Berling boktryckeri på Kannikstræde. Berlingske tidning börjar komma ut 1749. 1808 blir den officiellt regeringsorgan med titeln Den til Forsendelse med de Kongelige Rideposter priviligerede Danske Statstidende. 1831 blir tidningen åter privat och blir daglig. 1847 kommer tidningen två gånger om dagen. 1881 får tidningen sin första rotationspress. 1901 har tidningens inflytande minskat efter arbetarrörelsen genomslag i Danmark. 1913 moderniseras tidningen och den får söndagsupplaga. 1914 trycks första fotot i tidningen. 1916 börjar man ge ut tidningen B.T: 1921 startar veckotidningen Söndags B:T: 1929 startas Jyske Tidende nu en del av Jydske Vestkusten. 1964 är Berlingske Tidende och BT de två största tidningarna och koncernen har 3000 anställda och är en större verksamhet i Danmark. Sen går det sämre och 30 % av annonsintäkterna försvinner vid oljekrisen 1973. Berlingske Aftenavis blir Weekendavisen 1971. 1977 blir det typografstrejk mot moderniseringar. 1982 har Berlingske tuffa tider och är nära konkurs. Kapitaltillskott framskaffas och familjen Berling förlorar ägarskapet. 1983 införs ny grafisk teknik. Tidningen får nätutgåva 1998. 2000 köper Orkla Media Berlingske.